# Piotruś Królik

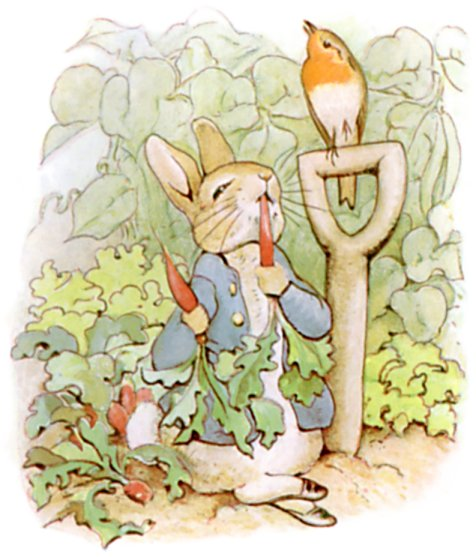
Piotruś Królik na ilustracji Beatrix Potter

Piotruś Królik – główna postać serii książek dla dzieci autorstwa Beatrix Potter.
Po raz pierwszy pojawił się w Piotrusiu Króliku (The Tale of Peter Rabbit) w 1902 (polskie wydanie 1991).
Charakterystyczną cechą jego wyglądu jest jasnoniebieski płaszczyk.